# Atachycines
Atachycines is een geslacht van rechtvleugeligen uit de familie grottensprinkhanen (Rhaphidophoridae). De wetenschappelijke naam van dit geslacht is voor het eerst geldig gepubliceerd in 1933 door Furukawa.

## Soorten
Het geslacht Atachycines omvat de volgende soorten:
- Atachycines apicalis Brunner von Wattenwyl, 1888
- Atachycines minuta Chopard, 1916
- Atachycines mjobergi Chopard, 1937